# Erik L'Homme

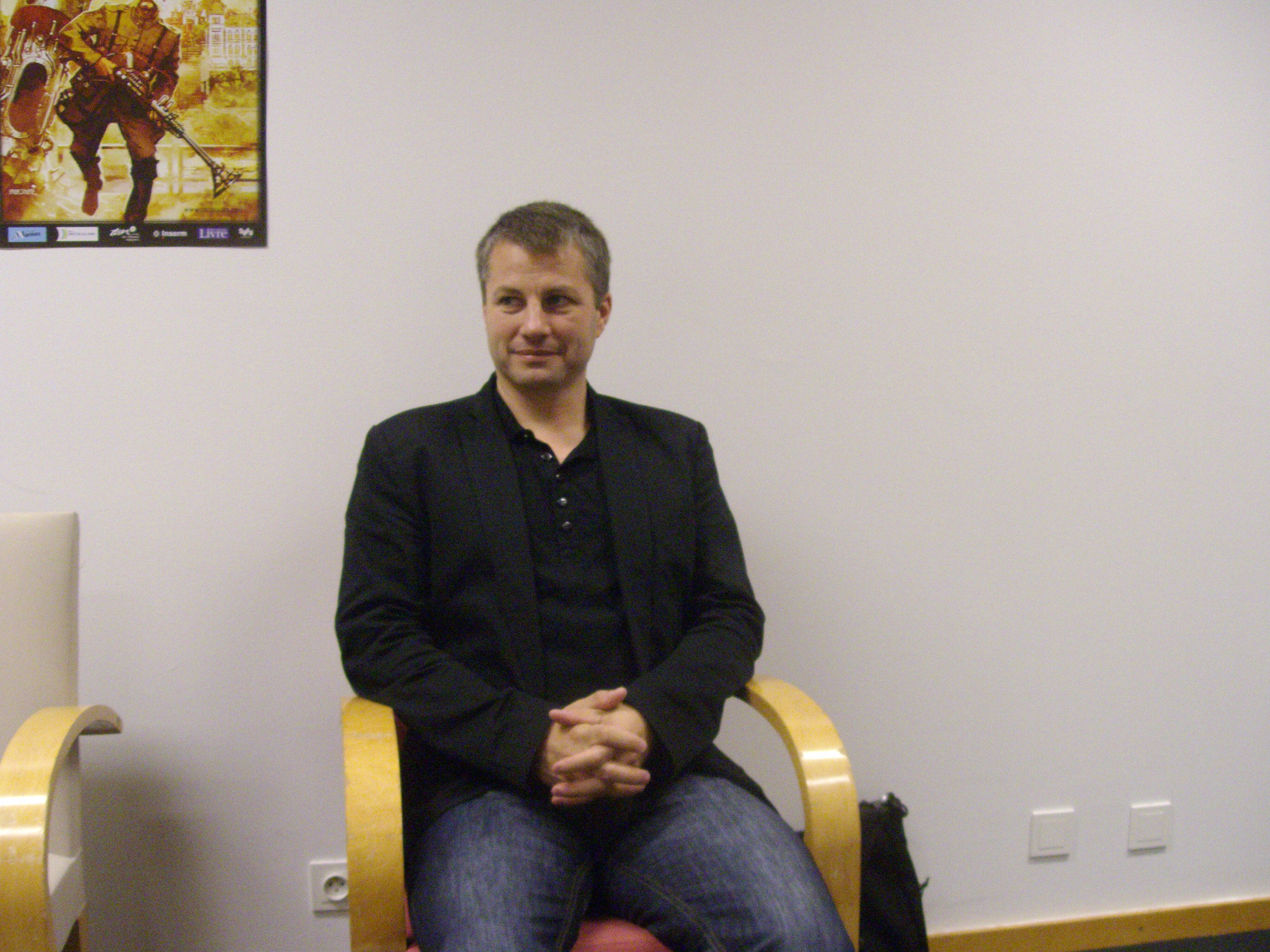
Erik L'Homme 2011

Erik L'Homme (n. 22 decembrie 1967) este un scriitor francez, născut la Grenoble.
Este doctor în istorie, conduce revista „Jeunes pour la Nature”.
Primul volum din trilogia „Cartea stelelor” a primit în 2001 Premiul Tinereții la Festivalul Internațional de Geografie din Saint-Dié-des-Vosges.

## Lucrări traduse în România

### Trilogia „Cartea stelelor”
1. Vrăjitorul Qadehar, traducere de Aurelia Ulici, RAO International Publishing Company, București, 2006.
2. Seniorul Sha, traducere de Aurelia Ulici, RAO International Publishing Company, București, 2007.
3. Chipul Umbrei, traducere de Aurelia Ulici, RAO International Publishing Company, București, 2007.